# Мости (Лодзинське воєводство)
Мости (пол. Mosty) — село в Польщі, у гміні Житно Радомщанського повіту Лодзинського воєводства.
Населення — 124 особи (2011).
У 1975-1998 роках село належало до Ченстоховського воєводства.

## Демографія
Демографічна структура станом на 31 березня 2011 року:
|          | Загалом | Допрацездатний вік | Працездатний вік | Постпрацездатний вік |
| -------- | ------- | ------------------ | ---------------- | -------------------- |
| Чоловіки | 61      | 9                  | 43               | 9                    |
| Жінки    | 63      | 10                 | 34               | 19                   |
| Разом    | 124     | 19                 | 77               | 28                   |